# 齐白石
齐白石（1864年1月1日—1957年9月16日），原名齐纯芝，字渭清，祖父取号兰亭，老师取名璜，字濒生，别号寄萍老人、白石山人，湖南湘潭人，近代中国國畫画家:46。後人常将“山人”二字略去，故后常号“白石”。齐白石也和张大千并称“南张北齐”。

## 生平

### 早年生活
齊白石於1864年元旦出生於湖南省长沙府湘潭县（今湖南省湘潭县）白石铺杏子坞农民家庭，原名齊純芝。:46自幼體弱多病。由於家族以務農為生，祖父齊萬秉認為農耕不能賺錢，於齊白石4歲時起教授寫字。於8歲時在公公所開設之蒙館學習，半年後輟學，輟學後，協助家中務農。14岁起作木匠，學習雕花木工。後來兼習繪畫，並拜蕭薌陔為師。25歲時起拜名士胡沁園、陳少蕃等為師，由胡沁園替之取名為璜，號瀕生，因家中靠近白石鋪，故取別號白石山人。學習詩、書、畫、篆刻。並開始兼以賣畫為生，不再以雕花木工賺錢。

### 学习游历
32歲時起對刻印產生濃厚興趣，開始向名家學習刻印。35歲時拜學者王湘綺為師。1903年39岁时第一次到北京。40岁時，開始周遊天下，以后到南北各地游历，饱览名山大川，使他開闊了眼界，師法大自然，充實了作品「造化」內容。1905年41歲時在当时广西首府桂林卖画为生，認識了蔡锷和張中正和尚（即黃興）。42歲時起遊覽廣州、廣西、重慶、越南、上海、南京，期間，寫畫風格由工筆畫轉為寫意畫。

### 北京成名
1917年起決定於北京發展，以卖画刻印为生，並結識了陳師曾（陈寅恪之兄），陈师曾曾对胡佩衡說齐白石的作品“思想新奇，不是一般画家能画得出来的……我们应该特别帮助这位乡下老农，为他的绘画宣传”。
1922年，陈师曾携齐白石的画作前往日本，在东京的中日联合绘画展览会上展出，使得齐白石在日本名噪一时，画价亦爆增。齐白石在其自传中写道：“二尺长的纸，卖到二百五十银币……还听说法国人在东京，选了师曾和我两人的画，加入巴黎艺术展览会……我做了一首诗，作为纪念：‘曾点胭脂作杏花，百金尺纸众争夸；平生羞杀传名姓，海国都知老画家。’……从此以后，我卖画生涯，一天比一天兴盛起来。这都是师曾提拔我的一番厚意”。陈病故后，齐白石对张次溪說：“我如没有师曾的提携，我的画名，不会有今天”。
1922年，在陳師曾協助下，其作品起於外國展出，受到重視。後受林風眠邀請，到北平艺专教授中國畫。1929年，在京华美专任教授，1931年后也曾在张恨水的北平私立北华美术专科学校教授国画。据说，侨居海外的李铁夫曾致友人信中曾认为当代国内真正的画家只有「齐白石、吴昌硕二人而已」，可見其對齊白石十分推崇。

### 抗战蛰居
1937年，日本入侵中國，齊白石因在外國享譽，受日本人拉攏，堅拒屈服，更遭扣押。後日本當局懼怕負上迫害藝術家罪名，扣押三天後釋放。齐白石闭门谢客，不再进行教学，但却参加了各类展览，并为《立言画刊》所记载。邱石冥专栏“寂园剩稿”中，多次刊登《白石老人诗文抄》。1939年2月25日出版的《立言画刊》第22期封面还有齐白石之题字。1941年第151期刊载有邱石冥画柏，齐白石补梅，萧谦中补朱竹，汪慎生补鸟，四人合作的花卉一幅。

### 1949年后
1949年中華人民共和國成立後，1952年，齊白石被聘為中央美術學院名譽教授。1953年他被选为中国美术家协会主席。1954年被选为第一届全国人民代表大会代表。1955年，東德部長會議主席奧托·格羅提渥訪問中華人民共和國，代表德國藝術科學院，授予齊白石共和国艺术科学院通讯院士的荣誉状。1956年，世界和平理事会决定他为1955年度国际和平奖金的获得者。1957年出任北京中國畫院名譽院長，同年9月16日在北京北京醫院逝世。享耆壽93岁。

## 畫風
受陳師曾影響，他創造出自成一家的畫畫風格，亦即紅花墨葉的大膽風格，以原本不協調的純紅色和深墨黑用在一起，形成畫面鮮明的對比，表現了畫面上清新、樸實的感覺，实现了“衰年变法”。並學習徐渭、石濤，在学习石涛、朱耷、徐渭的基础上，吸收吴昌硕的技法，終於自成一家。
齐白石强调“作画妙在似与不似之间，太似为媚俗，不似为欺世。”，在篆刻方面自称“三百石印富翁”。晚年仍然细心观察虾、蟹、青蛙的游泳姿态，他的画自成章法，人物、山水、花鸟、草虫、蔬果、玩具都可入画，和20世纪世界绘画艺术的发展方向相符。
|          | 作畫妙在似與不似之間，太似為媚俗，不似為欺世。 |
| ——齊白石 |                                                |

## 纪念

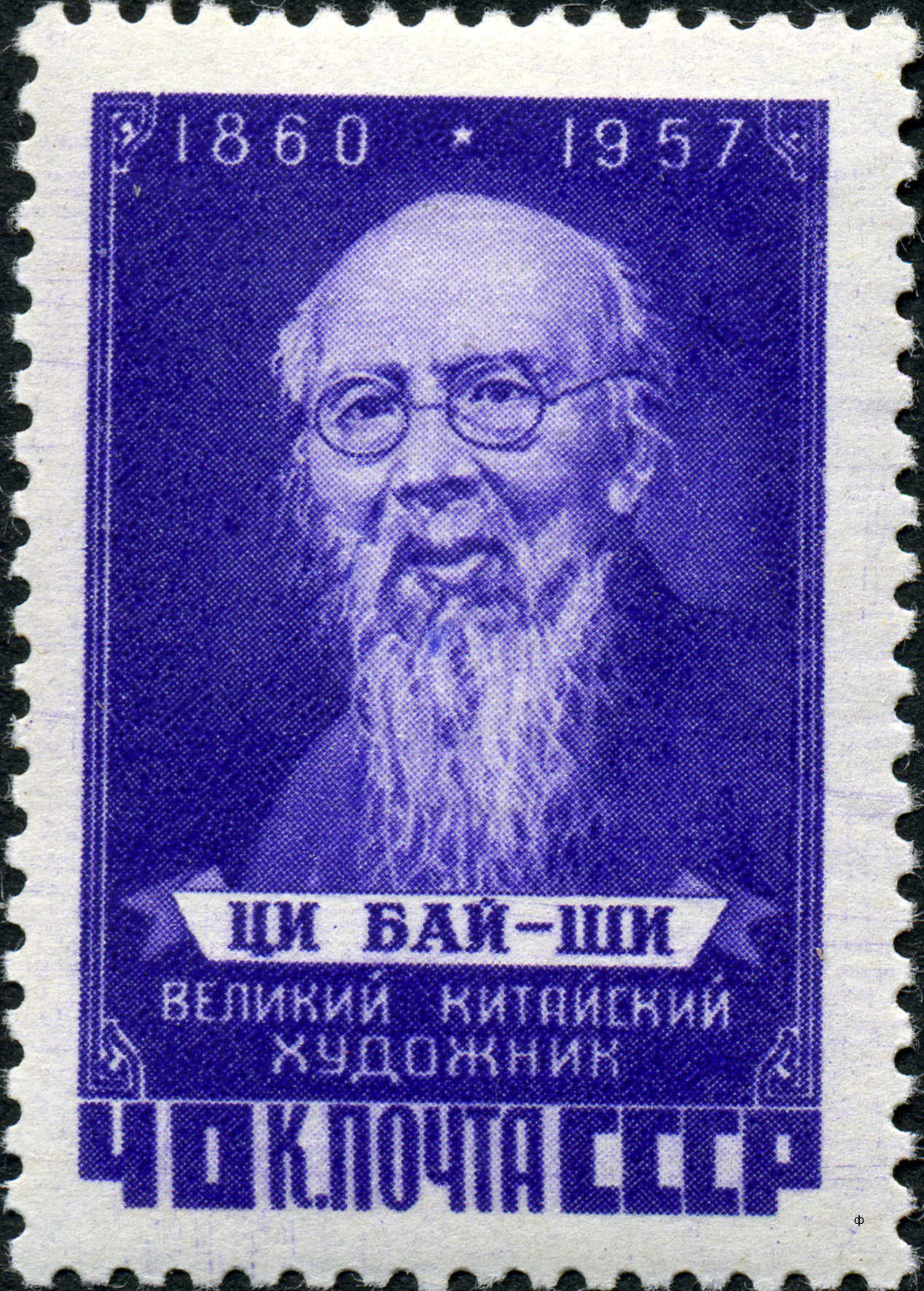
苏联邮票上的齐白石肖像

齐白石的出生地湖南湘潭和晚年的居住地分别开辟了湖南湘潭齐白石故居和北京西城齐白石故居，前者是全国重点文物保护单位，后者是北京市文物保护单位。“齐白石墓”位于北京市海淀区金山陵园，墓碑碑文为李苦禅所书。
另外，水星上位於4.2°S, 196.0°W的撞擊坑命名為齊白石撞擊坑。

## 弟子
齐白石的弟子很多，其中著名的有李苦禅、李可染、王雪涛、贺培新、王漱石、王铸九、许麟庐、陈大羽、李立、娄师白、董长青、张德文、陈国刚、秦慕儒等，其三子齐子如、戏剧大师梅兰芳、评剧名家新凤霞也是齐白石的弟子。

## 家庭
齐白石的第一位夫人是12岁时家里娶的童养媳陈春君，第二任夫人是齐白石57岁来北京后陈春君给物色的侧室胡宝珠，陈春君病故后扶正。胡宝珠因难产过世后，齐白石又找了一位夏文珠小姐，但子女反对，于是以护士的名义留在身边，7年后离开。
齐白石的子女有：
- 长子齐良元
- 次子齐良黼
- 三子齐良琨
- 四子齐良迟
- 五子齐良已
- 六子齐良年
- 七子齐良末
- 长女齐菊如
- 次女齐阿梅
- 三女齐良憐
- 四女齐良欢
- 五女齐良芷

## 画作

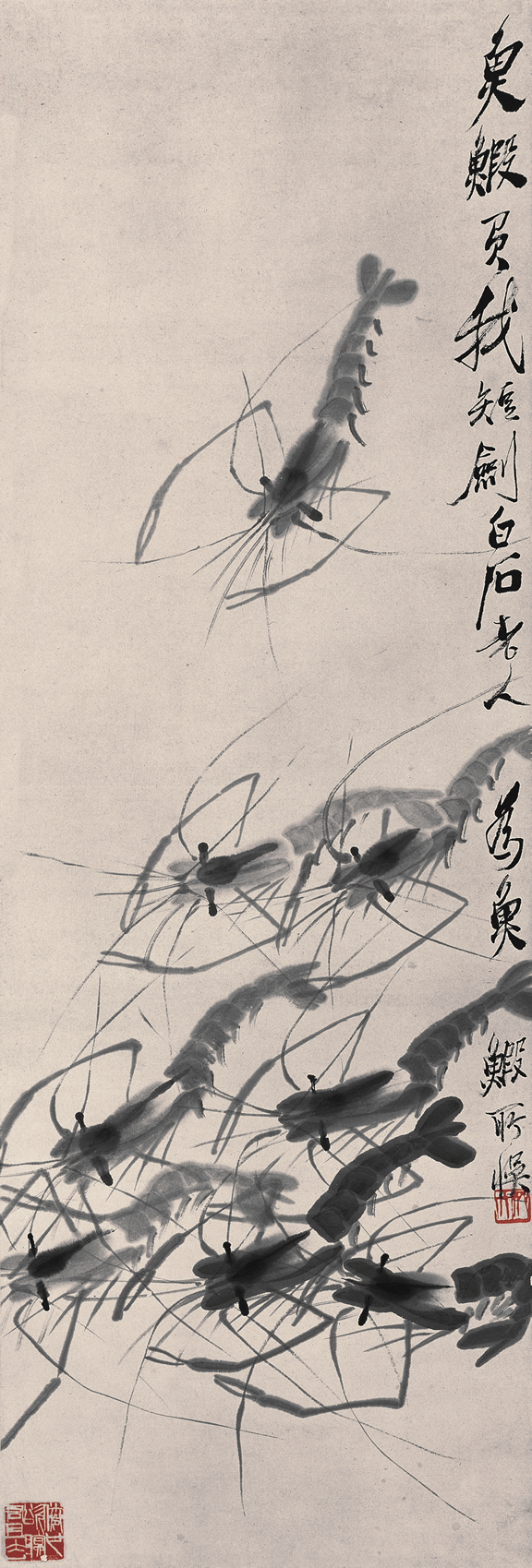
墨蝦圖
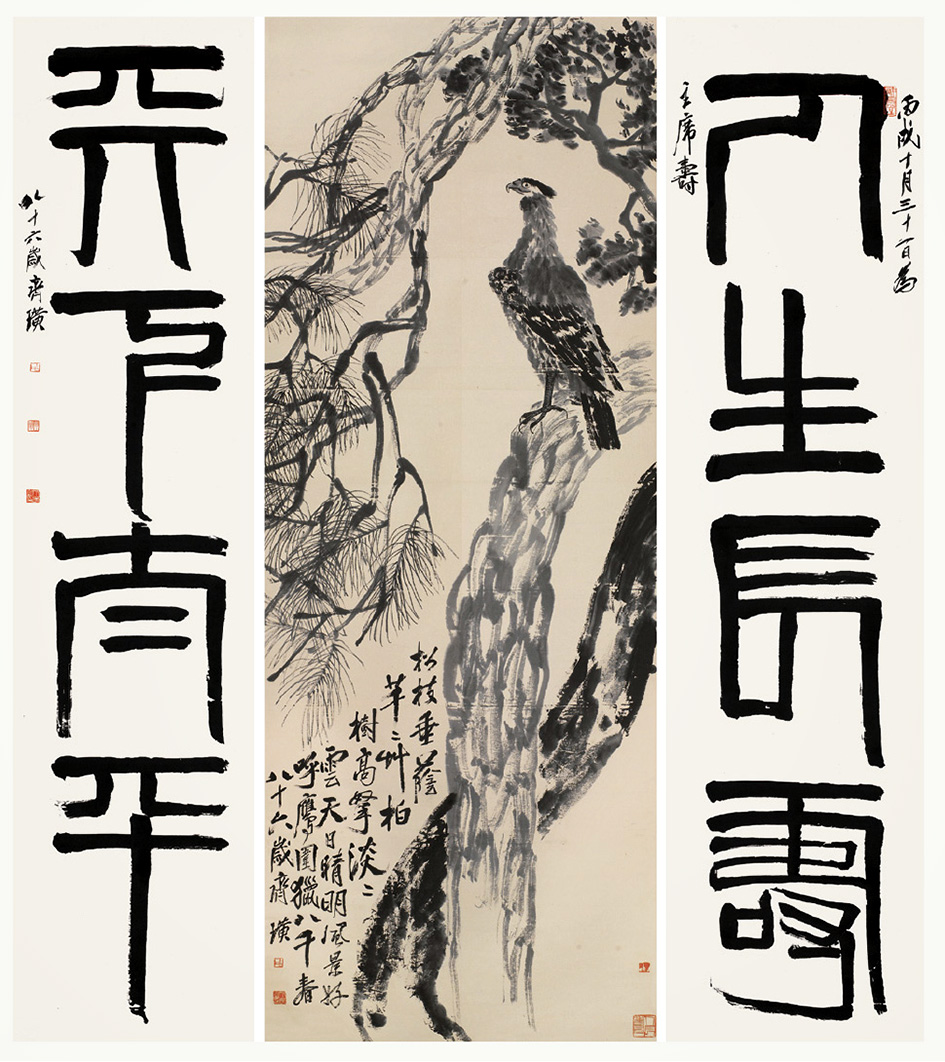
松柏高立图·篆书四言联
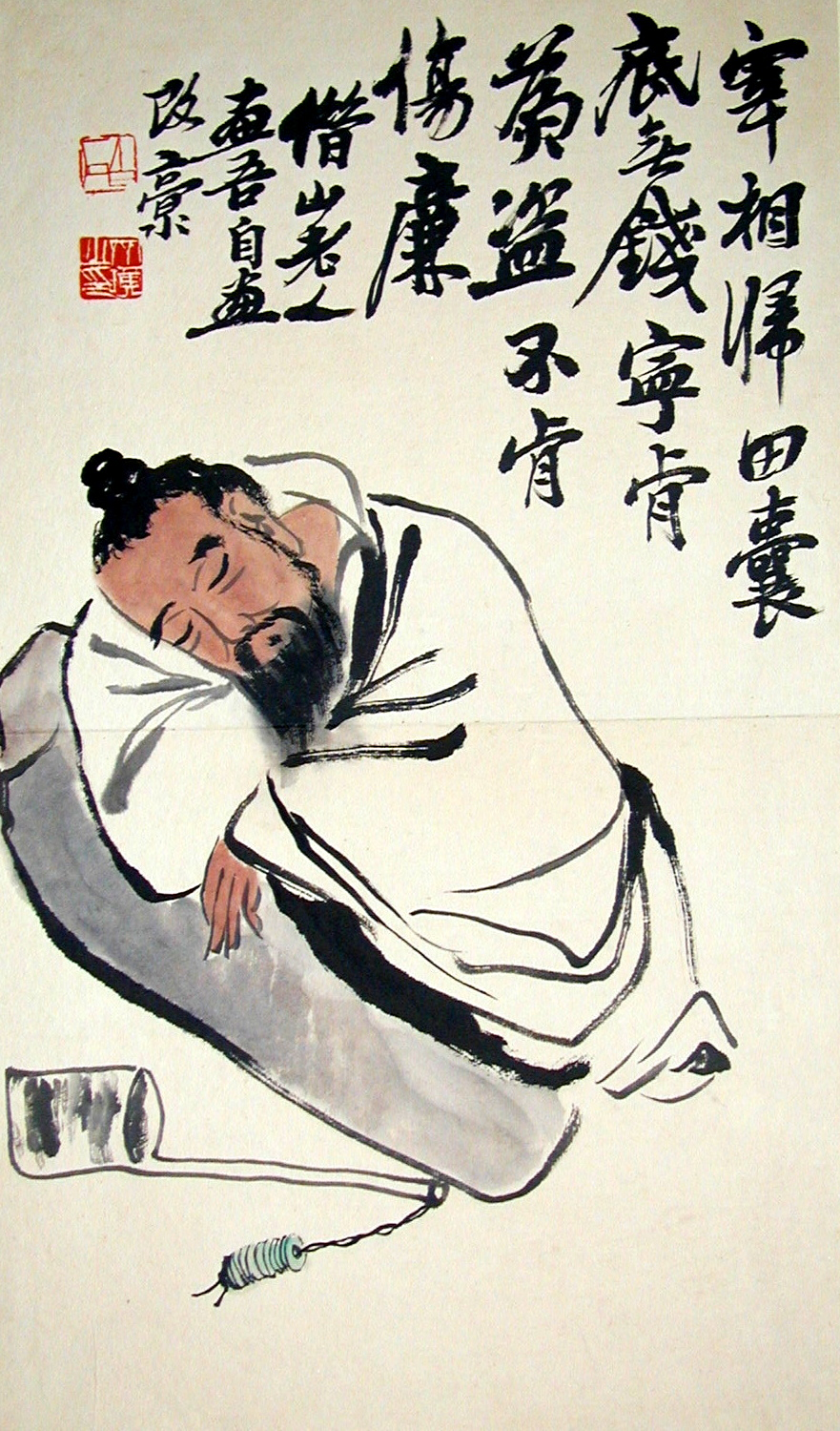
毕卓盗酒
齐璜画藤轴

### 引用
1. 1 2  龙剑宇. . . 重庆市: 西南师范大学出版社. 1998-10-01. ISBN 7-5621-2044-7.
2. ↑  齐白石，《白石老人自述》，第四章，第66-67页。
3. ↑  林木. . 人民网.   [2017-02-01]. （原始内容存档于2020-04-04）.
4. ↑  齐白石在《白石老人自传》中称：“我的学生邱石冥，任京华美术专门学校校长，请我去兼课，我已兼任了不少日子。”。
5. ↑  张楠. . 澎湃新闻.   [2024-01-24]. （原始内容存档于2024-01-25）.
6. ↑  刘刚. . 湖南博物院.   [2023-11-16]. （原始内容存档于2023-11-16）.
7. ↑  Low-angle Impacts: A Look at Qi Baishi and Hovnatanian 的存檔，存档日期2014-02-01.
8. ↑  .   [2012-12-23]. （原始内容存档于2016-03-12）.